# Cirujales del Río
Cirujales del Río – gmina w Hiszpanii, w prowincji Soria, w Kastylii i León, o powierzchni 8,76 km². W 2011 roku gmina liczyła 28 mieszkańców.